# Joseph Marmayou

a Compétitions nationales et continentales officielles uniquement.

Joseph Marmayou, né le 2 octobre 1898 à Perpignan (Pyrénées-Orientales) et mort le 20 octobre 1978 à Vichy (Allier), est un joueur français de rugby à XV évoluant aux postes de troisième ligne centre, troisième ligne aile, arrière, pilier et deuxième ligne.
Joueur de l'US Perpignan, il est champion de France en 1921. Parti à l'AS Montferrand en 1922, il aide le club à monter en première division pour la première fois de son histoire après avoir remporté le Championnat de France Honneur en 1925. Il joue ses derniers matchs en équipe première de l'AS Montferrand en 1936. En parallèle, il est quatre fois champion de France en réserve en 1935, 1937, 1938 et 1939.
Par la suite, il devient éducateur puis dirigeant au sein de l'AS Montferrand avant d'entraîner le RC Vichy de 1949 à 1953.

## Biographie
Joseph Marmayou naît le 2 octobre 1898 à Perpignan dans le département français des Pyrénées-Orientales,,.
Joueur de rugby à XV à l'US Perpignan, il remporte le Championnat de France en 1921 en battant le Stade toulousain 5 à 0 dans une finale où il est titulaire en deuxième ligne et transforme le seul essai du match,,,.
Pendant l'été 1922, il rejoint le Puy-de-Dôme et le club de l'AS Montferrand (ASM), qui vient juste de changer de nom passant d'AS Michelin à AS Montferrand, étant en parallèle employé par les usines Michelin fondatrices du club,. Le journal du Languedoc sportif critique les méthodes de recrutement de l'ASM, le rugby étant alors amateur, « Nous savons que des propositions fermes ont été faites à plusieurs joueurs catalans et nous pouvons certifier que là-bas, chez Michelin, nos compatriotes seront particulièrement choyés »,. L'affaire fait alors grand bruit puisque la Fédération française de rugby (FFR) envoie sa commission d'amateurisme qui propose la suspension de l'ASM des épreuves officielles pour la saison 1922-1923, l'exclusion de plusieurs dirigeants du club de la Fédération et le retrait de licences aux joueurs dont Joseph Marmayou. Le 6 décembre 1922, la FFR suit les deux premières propositions mais pas celle concernant le retrait des licences aux joueurs. Le club montferrandais se contente alors de « matchs-exhibition ».
Durant la saison 1923-1924, le club ayant désormais le droit de jouer en compétition, Joseph Marmayou fait ses premiers matchs officiels avec l'AS Montferrand aux postes de troisième ligne aile et de deuxième ligne. En fin de saison, l'ASM est éliminée en match de barrage par le Stade hendayais.

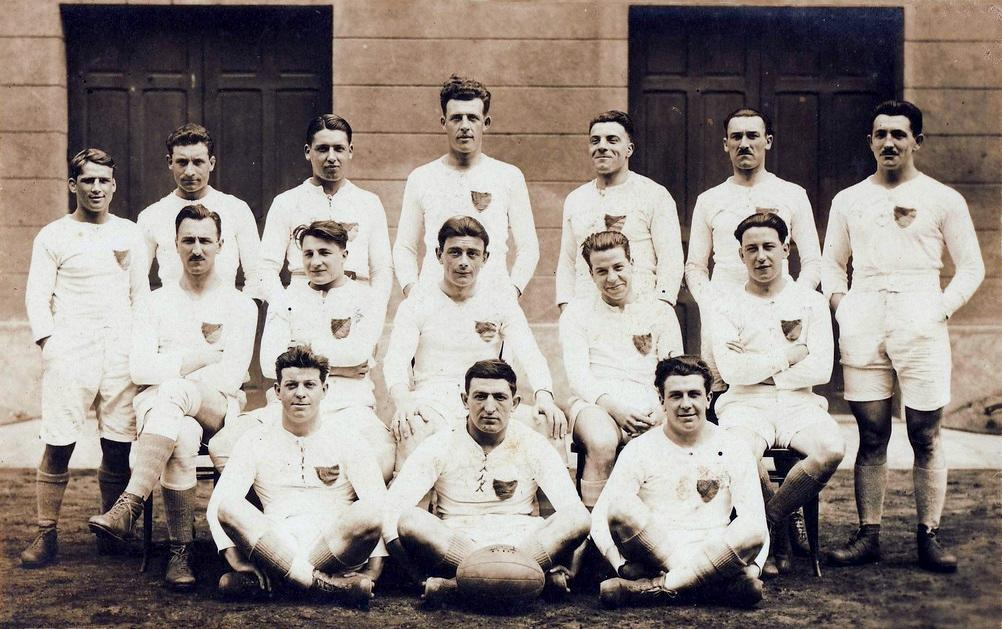
L'équipe de l'AS Montferrand promue en Excellence en 1925. Joseph Marmayou est assis au milieu au 1er rang.

La saison suivante, le club évolue d'abord en Championnat du Centre puis dans le nouveau Championnat de France Honneur (deuxième division),. Titulaire en troisième ligne centre puis à l'arrière durant la saison, Joseph Marmayou se qualifie avec ses coéquipiers jusqu'en finale Honneur. Le 19 avril 1925, il est titulaire à l'arrière pour ce match, il inscrit une transformation et son équipe s'impose 14 à 6 contre le Biarritz olympique,. Le club auvergnat est alors promu en Excellence, la plus haute division française, pour la première fois de son histoire. Ce même jour, sa femme Jeanne donne naissance à son fils Pierre,.
Le 7 octobre 1926, il est membre, comme plusieurs de ses coéquipiers de l'AS Montferrand, de l'équipe du Centre qui dispute un match, arbitré par l'ancien international français Georges Jérome, contre les Māori de Nouvelle-Zélande, perdu 16 à 3,.
Par la suite, le « tai » joue régulièrement en équipe première jusqu'en 1936, sa grande polyvalence lui permet de jouer troisième ligne centre, troisième ligne aile, arrière et même pilier,. Dès la saison 1934-1935, il joue également avec l'équipe réserve avec qui il est champion de France. En 1936, âgé de 38 ans et bien qu'ayant participé à deux matchs de phase finale, il ne joue pas la première finale d'Excellence disputée par l'ASM et perdue contre le RC Narbonne. Les années suivantes, en 1937 et 1938, il est de nouveau champion de France en réserve. En parallèle, en fin d'année 1938, ayant exprimé l'envie d'arbitrer, il passe l'examen d'arbitrage au Comité du Centre. N'ayant pas réussi l'examen, il se remet à jouer et remporte un troisième titre de champion de France réserves d'affilée, son quatrième, à l'âge de 40 ans.

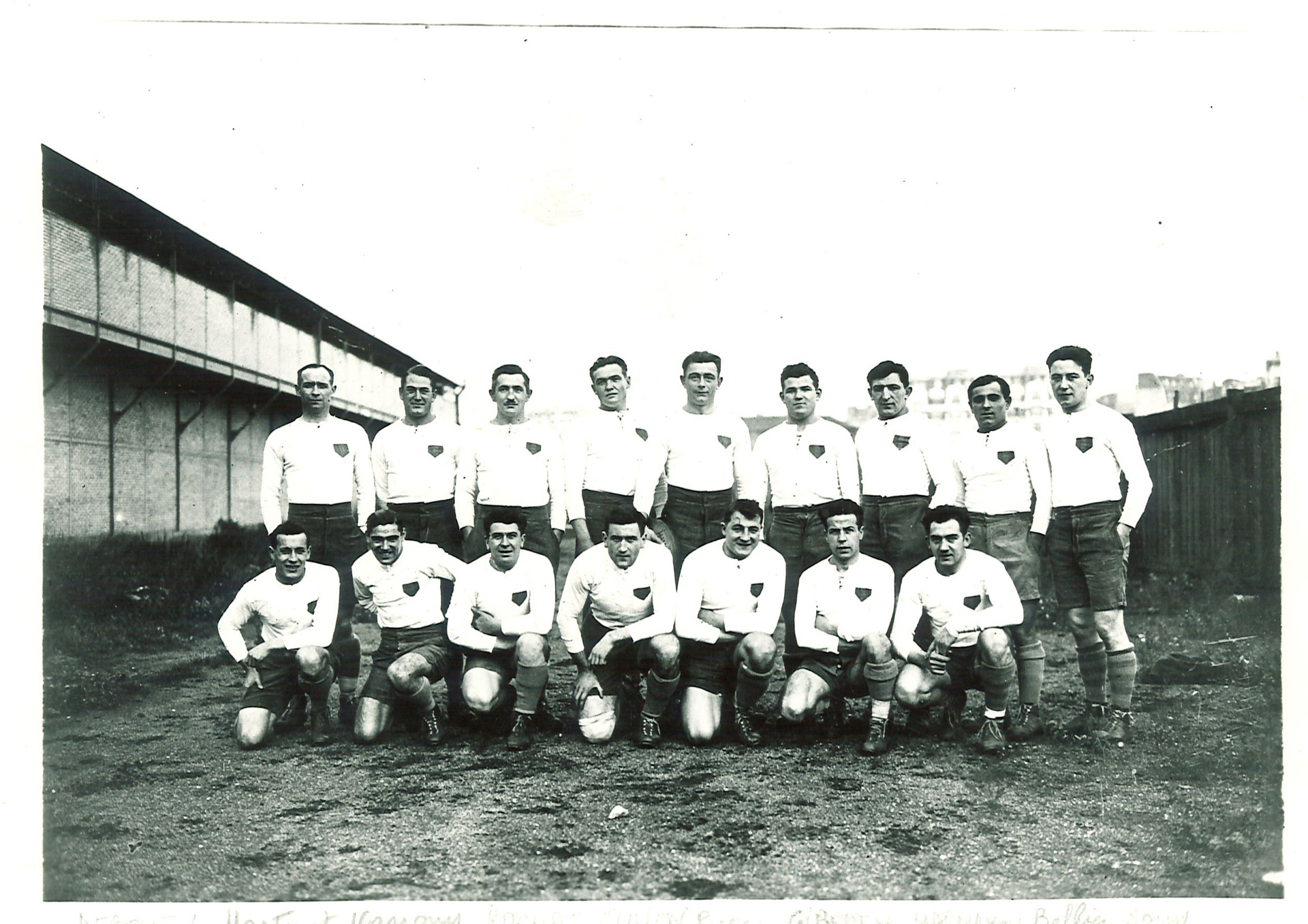
L'équipe de l'AS Montferrand lors de la saison 1929-1930. Joseph Marmayou debout, troisième en partant de la droite.

Après l'arrêt de sa carrière de joueur, il s'investit au sein du club, en tant qu'éducateur puis de dirigeant, il intègre notamment la commission rugby avec ses anciens coéquipiers Jean Chassagne, Charles Liausu, André Rochon, Noël Rochat et Maurice Savy, ainsi que son entraîneur André Francquenelle. En parallèle, il tient le « bar des sportifs » près du stade Marcel-Michelin. L'année de ses 48 ans, étant toujours en forme, il dépanne l'équipe première de l'AS Montferrand en remplaçant un joueur blessé lors d'un match amical à Cognac.
À partir de la fin d'année 1949, il tient un commerce à Vichy, dans le département voisin de l'Allier, où il commence d'entraîner le RC Vichy. Avec ce club, il est quart de finaliste du Championnat de France en 1952, étant battu 12 à 9 par le FC Lourdes. Il l'entraîne jusqu'en 1953.
Joseph Marmayou meurt le 20 octobre 1978 à Vichy,.

## Style de jeu et reconnaissance
Joseph Marmayou est un joueur très polyvalent, titulaire en deuxième ligne lors de la finale du Championnat de France en 1921 avec l'US Perpignan,, il joue régulièrement en troisième ligne centre, troisième ligne aile, à l'arrière et parfois comme pilier à l'AS Montferrand. Il est catalogué comme un « excellent arrière, doté de l'instinct du jeu et d'un beau sang froid ».
Joseph Marmayou est considéré comme l'une des meilleures recrues de l'histoire du club de l'AS Montferrand dont il devient une figure importante. Preuve de cette reconnaissance, il est médaillé d'or par le club en 1932.
L'un de ses fils, Roger, indique que Joseph avait le niveau pour être international français mais du fait de son changement de club il n'a jamais pu avoir cette chance.

## Famille
Joseph Marmayou est mariée avec Jeanne. Ensemble, ils ont deux enfants : Pierre et Roger.
Pierre Marmayou pratique lui aussi le rugby à XV, étant formé à l'AS Montferrand et jouant troisième ligne, il fait quelques apparitions dans l'équipe première de l'AS Montferrand durant la saison 1946-1947. Il rejoint ensuite l'Arsenal, un club de Clermont-Ferrand, avant de venir jouer au RC Vichy. Il entraîne ensuite les juniors et l'équipe réserve. 
Roger Marmayou pratique également ce sport et joue jusqu'en junior avec l'ASM avant de rejoindre lui aussi le RC Vichy. À partir de 1963, il entraîne les seniors du club. Puis, jusqu'en 1975, il entraîne les cadets et les juniors. Ensuite, il entraîne l'Olympique de Vichy comme son frère.

## Palmarès

### En club
- Vainqueur du Championnat de France en 1921 avec l'US Perpignan.
- Vainqueur du Championnat de France Honneur en 1925 avec l'AS Montferrand.
- Finaliste du Championnat de France en 1936[note 5] avec l'AS Montferrand.
- Vainqueur du Championnat de France réserves en 1935, 1937, 1938 et 1939 avec l'AS Montferrand.

### Distinctions personnelles
- Médaillé d'or de l'AS Montferrand en 1932.